# Greater Letaba
La municipalité locale de Greater Letaba ou Greater Letaba Local Municipality, est une municipalité locale d'Afrique du Sud située dans le district de Mopani (en) (province du Limpopo).

## Source
- (en) Cet article est partiellement ou en totalité issu de l’article de Wikipédia en anglais intitulé « Greater Letaba Local Municipality » (voir la liste des auteurs).